# الإصلاح البوهيمي

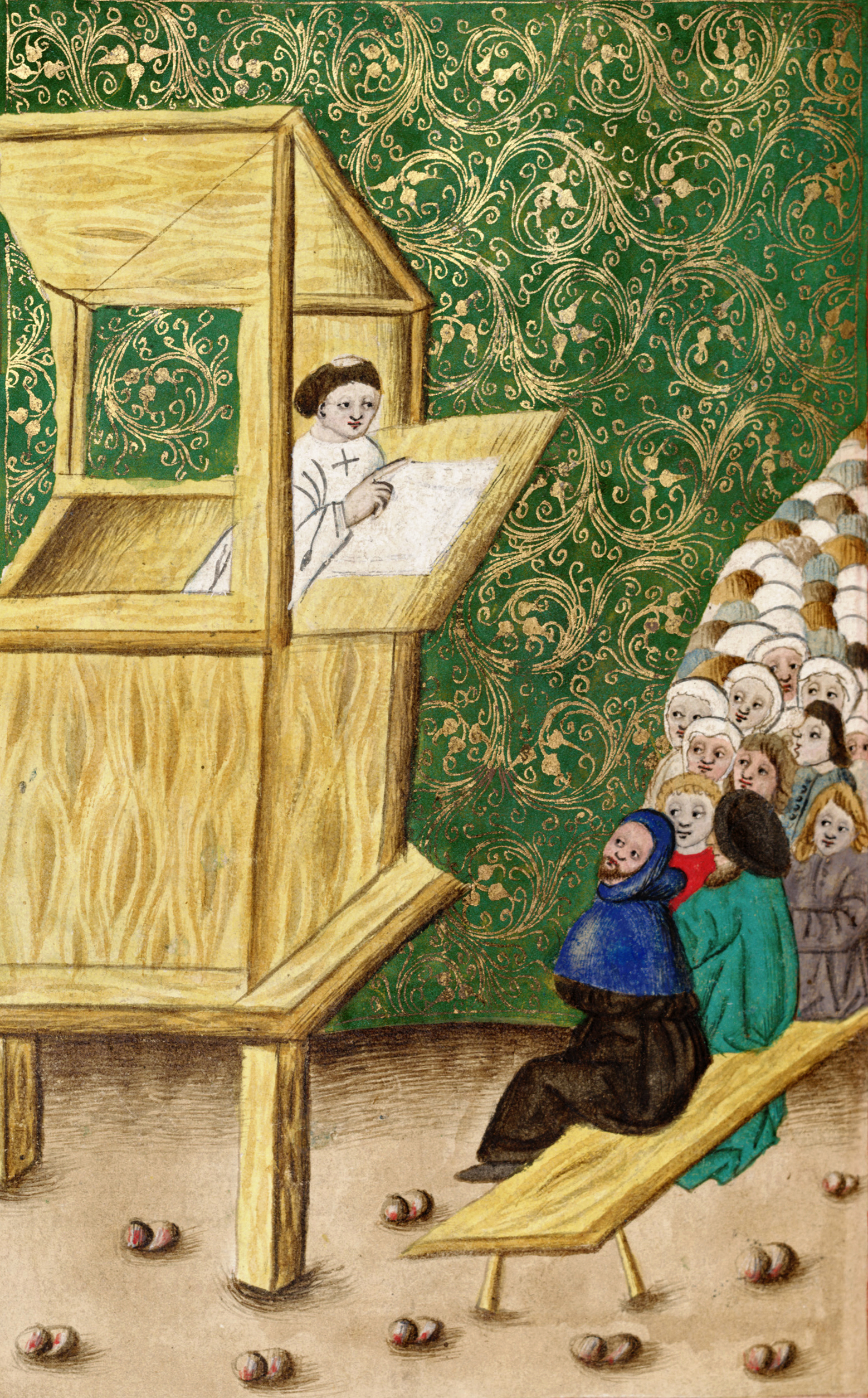
عظة لجون هوس

كان الإصلاح البوهيمي (المعروف أيضًا باسم الإصلاح التشيكي أو الإصلاح الهوسيتي)، الذي سبق الإصلاح البروتستانتي في القرن السادس عشر، حركة مسيحية في أواخر العصور الوسطى وأوائل المملكة الحديثة وهيمنة التاج البوهيمي (في الغالب جمهورية التشيك وسيليسيا ولوساتيا اليوم). سعت هذه الحركة جاهدة لإصلاح الكنيسة الرومانية الكاثوليكية. استمرت لأكثر من 200 عام، وكان لها تأثير كبير على التطور التاريخي لأوروبا الوسطى وتعتبر واحدة من أهم الحركات الدينية والاجتماعية والفكرية والسياسية في الفترة الحديثة المبكرة. أنتج الإصلاح البوهيمي أول كنيسة وطنية منفصلة عن السلطة الرومانية في تاريخ المسيحية الغربية، وأول حركة دينية زمانية في الفترة الحديثة المبكرة، وأول كنيسة بروتستانتية سلمية.
شمل الإصلاح البوهيمي العديد من السلالات اللاهوتية التي تطورت مع مرور الوقت. على الرغم من أنها انقسمت إلى مجموعات عديدة، لكن اشتركت جميع هذه المجموعات ببعض الخصائص، مثل فكرة استقبال القربان المقدس تحت «كلا النوعين» (أي الخبز والنبيذ المكرسين)، والنفور من ثروة الكنيسة وقوتها، والتأكيد على الكتاب المقدس الذي يُبشّر به بلغة محلية وعلى العلاقة المباشرة بين الإنسان والله. شمل الإصلاح البوهيمي بشكل خاص الجهود المبذولة لإصلاح الكنيسة قبل يان هوس، وحركة هوسيت (بما في ذلك التابوريتيون والأوربيتيون)، والكنيسة المورافية والأوتراكيز أو الكاليكستين.
تعتبر حركة هوسيت للإصلاح البوهيمي إضافة إلى الحركة الولدينيسية والأرنولديستسة واللولاردية (بقيادة جون ويكليف) مقدمة للإصلاح البروتستانتي. يشار إلى هذه الحركات أحيانًا باسم الإصلاح الأول في التأريخ التشيكي.
بقي الإصلاح البوهيمي متميزًا عن الإصلاحات الألمانية والسويسرية على الرغم من نفوذهم، لكن مع الوقت أصبح العديد من أتراكيز التشيك أقرب وأقرب إلى اللوثريين. حافظ الإصلاح البوهيمي على تطوره الخاص حتى قمع الثورة البوهيمية في عام 1620. قرر الملك المنتصر فيردناند الثاني إجبار كل ساكن في بوهيميا ومورافيا على أن يصبحوا كاثوليكيين وفقًا لمبدأ (cuius regio، eius) أي لكل منطقة دينها بحسب معاهدة صلح أوغسبورغ (1555). انتهى الإصلاح البوهيمي إلى الانتشار في العالم البروتستانتي وفقد تدريجيًا تميزه. جعلت براءة التسامح التي أصدرها الإمبراطور جوزيف الثاني عام 1781 المعتقدات اللوثرية والكالفينية والأرثوذكسية الشرقية قانونية في عالمه، لكنها لم تصل إلى حد التسامح الديني العام. على الرغم من القضاء على الإصلاح البوهيمي كحركة مسيحية مميزة، لكن بقيت تقاليدها. تتذكر العديد من الكنائس (ليس فقط في جمهورية التشيك) إرثها، وتشير إلى الإصلاح البوهيمي وتحاول مواصلة تقليدها، مثل كنيسة مورافيا (استمرار لوحدة الإخوان المتناثرة)، والكنيسة الإنجيلية للإخوان التشيك (Českobratrská církev evangelická)، والكنيسة الهوسية التشيكوسلوفاكية (Československá církev husitská)، وكنيسة الإخوة (Církrenot) baptistů) وغيرها.

## تاريخيًا

### الأصول
بدأ الإصلاح البوهيمي في براغ في النصف الثاني من القرن الرابع عشر. في ذلك الوقت، لم تكن براغ مقرًا لملك بوهيميا فحسب، بل كانت أيضًا مقر الإمبراطور الروماني المقدس (وملك الرومان). كانت براغ واحدة من أكبر مدن أوروبا، وبعد أفينيون، كانت روما وباريس هي المدينة التي تضم أعلى كثافة لرجال الدين في العالم المسيحي الغربي. ارتبطت بدايات الإصلاح البوهيمي ارتباطًا وثيقًا بانتقاد أسلوب الحياة الفخم للعديد من الكهنة. في أواخر سبعينيات القرن الثالث عشر وأوائل ثمانينيات القرن الثالث عشر، دعا علماء اللاهوت والمفكرون في جامعة براغ إلى إصلاح الكهنوت المنحل بروح التوحيد الناشئة، وتعليم الكهنة للوصول إلى مستويات أعلى، ولزيادة قبول القربان المقدس بروح ديفوتو موديرنا. كان أهم ممثلي حركة الإصلاح الجامعي هنري بيترفيلد (هاينريش فون بيترفيلد) وماثيو كراكوف.
بغض النظر عن علماء اللاهوت الجامعيين، كان هناك أيضًا دعاة إصلاح، مثل كونراد فالدهاوزر (توفي عام 1369)، وهو أوغسطيني نمساوي من دير في والدهاوزن، وكان يُبشر في البلدة القديمة في براغ بالألمانية واللاتينية خاصة ضد السيمونية والأخلاق المتدنية. كان هناك واعظ مؤثر آخر هو ميليتش من كرومريتش الذي بشر باللاتينية والتشيكية والألمانية. ساعد العديد من بائعات الهوى على بدء حياة جديدة. كان يخدم القربان المقدس يوميًا وهو أمر نادر جدًا لأن الناس العاديين يأخذون القربان عادة مرة واحدة فقط في السنة. أصبح ذلك أمرًا شائعًا جدًا. على الرغم من أنها كانت فريدة من نوعها في أي مكان آخر في أوروبا، لكنها أصبحت عادة في بوهيميا حتى نهاية القرن الرابع عشر. أصبحت مسألة الإفخارستيا حاسمة بالنسبة للإصلاح البوهيمي الناشئ. وفي عام 1410 أُدخلت هذه العادة في كلا النوعين، وفي القربان المقدس للأطفال في الممارسة الليتورجية البوهيمية.
كتب ماتياس دي يانوف (توفي عام 1394) الذي درس في جامعة براغ وجامعة باريس Regulae Veteris et Novi Testamenti (مبادئ العهدين القديم والجديد) وهو كتاب أساسي لحركة الإصلاح البوهيمي المبكرة. كان الكتاب المقدس هو السلطة الوحيدة التي يمكن الاعتماد عليها في كل أمور الإيمان بالنسبة له، وكان أتباع المسيح المخلصون فقط هم المسيحيين الحقيقيين في رأيه.
ساهمت الترجمة الكاملة للكتاب المقدس إلى اللغة التشيكية في منتصف القرن الرابع عشر في نشأة الإصلاح البوهيمي. بعد الفرنسية والإيطالية، أصبحت التشيكية ثالث لغة أوروبية حديثة تُرجم إليها الكتاب المقدس بأكمله.

### يان هوس
أشهر ممثل للإصلاح البوهيمي هو يان هوس. كان مدرسًا جامعيًا مؤثرًا وواعظًا شهيرًا في كنيسة بيت لحم في البلدة القديمة في براغ. تأسست الكنيسة عام 1391 بروح الإصلاح البوهيمي الناشئ. كان مخصصًا فقط للخطب باللغة التشيكية وقادرًا على استقبال 3000 شخص. كان يان هوس وأصدقاؤه (مثل جاكوب ميس) متشككين في فكرة التوحيد التي دعت إلى إصلاح الكنيسة من الأعلى عن طريق الكرادلة واللاهوتيين. بالنسبة لهم، كان الكرادلة واللاهوتيون يحملون نفس الفساد الذي تعرضت له البابوية نفسها. يعتقد هوس أن رأس الكنيسة هو يسوع المسيح وليس البابا. كانت بعض القضايا مستوحاة من أفكار عالم اللاهوت والفيلسوف من أكسفورد جون ويكليف. ويمكن ملاحظة ذلك من خلال تعاونهم مع القوة العلمانية التي دعمتهم. لقد اعتقدوا مع ويكليف أن الأرستقراطية يمكن أن تساعد الكنيسة على أن تصبح فقيرة وتركز فقط على القضايا الروحية من خلال مصادرة ممتلكاتها. في عام 1412، انتقد يان هوس بيع صكوك الغفران الذي أدى إلى اضطرابات في براغ قمعها مجلس المدينة.
عندما غادر هوس براغ متوجهًا إلى البلد نتيجةً لحظره، أدرك مدى الفجوة بين التعليم الجامعي والتكهنات اللاهوتية من جهة، وحياة كهنة البلد غير المتعلمين والعلمانيين الموكلين إلى رعايتهم من جهة أخرى. لذلك، بدأ في كتابة العديد من النصوص باللغة التشيكية، مثل أساسيات الإيمان المسيحي أو الوعظ، الموجهة أساسًا للكهنة الذين كانت معرفتهم باللاتينية ضعيفة.
قبل أن يغادر هوس براغ، قرر اتخاذ خطوة أعطت بعدًا جديدًا لمساعيه. لم يعد يضع ثقته في ملك غير حاسم أو بابا معاد أو مجلس غير فعال. في 18 أكتوبر 1412، ناشد يسوع المسيح بصفته القاضي الأعلى. من خلال اللجوء مباشرة إلى أعلى سلطة مسيحية، المسيح نفسه، تجاوز قوانين وهياكل الكنيسة في العصور الوسطى. بالنسبة للإصلاح البوهيمي، كانت هذه الخطوة مهمة مثل الأطروحات الـ 95 التي ثُبتت على باب كنيسة فيتنبرغ بواسطة مارتن لوثر في عام 1517.
أدى إعدام يان هوس في مجلس كونستانس عام 1415 إلى تطرف أتباع هوس. في عام 1414، خدم يعقوب ميس لأول مرة القربان المقدس في كلا النوعين للناس العاديين (الذي كان محظورًا من قبل المجلس الرابع لاتيران في عام 1215 بموافقة هوس الذي سكن بالفعل في كونستانس). أصبح القربان المقدس تحت كلا النوعين الذي يمثله الكأس الرمز الرئيسي للإصلاح البوهيمي. حتى الوقت الحاضر، يعتبر الكأس رمزًا للمسيحيين غير الكاثوليك في جمهورية التشيك.